# Frente Unida (China)
Frente Unida é uma estratégia e uma rede de grupos e indivíduos-chave que são influenciados ou controlados pelo Partido Comunista Chinês (PCC) e usados para promover seus interesses. É tradicionalmente uma frente popular que inclui oito partidos políticos legalmente permitidos, a Conferência Consultiva Política do Povo Chinês (CCPPC), a Federação de Indústria e Comércio de toda a China, o Conselho da China para a Promoção do Comércio Internacional e outras organizações. Sob Xi Jinping, a Frente Unida e seus alvos de influência se expandiram em tamanho e escopo. Ela abrange várias organizações de fachada subservientes e suas afiliadas na China e no exterior.

## História
O PCC organizou a "Frente Unida da Revolução Nacional" com o Kuomintang durante a Expedição do Norte entre 1926 e 1928 e, em seguida, a "Frente Unida Democrática de Trabalhadores e Camponeses" na era da República Soviética Chinesa entre 1931 e 1937. Mao Tsé-tung originalmente promoveu a "Frente Única Nacional Antijaponesa", com o nome indicando que os proletários comunistas chineses se uniram à burguesia contra o Japão Imperial na década de 1930. Ela "assumiu sua forma atual" em 1946, três anos antes de o Partido Comunista Chinês derrotar o governo nacionalista de Chiang Kai-shek, do Kuomintang. Mao atribuiu à Frente Unida uma de suas "Três Armas Mágicas" contra o Kuomintang - ao lado dos leninistas Partido Comunista Chinês e do Exército Vermelho - e atribuiu à Frente o papel de sua vitória.

## Órgãos
Os dois órgãos tradicionalmente afiliados à Frente Unida são o Departamento de Trabalho da Frente Unida e a Conferência Consultiva Política do Povo Chinês. De acordo com Yi-Zheng Lian, os órgãos "muitas vezes são mal compreendidos fora da China porque não há equivalentes para eles no Ocidente". O acadêmico Jichang Lulu observou que as organizações da Frente Unida no exterior "reformulam as estruturas de governança democrática para servir como ferramentas de influência extraterritorial".

### Departamento de Trabalho da Frente Unida
O Departamento de Trabalho da Frente Unida é chefiado pelo chefe do secretariado do Comitê Central do PCC. Supervisiona organizações de fachada e suas afiliadas em vários países, como a Associação de Estudantes e Acadêmicos da China, que ajuda estudantes e acadêmicos chineses que estudam ou residem no Ocidente, recomendando-lhes que conduzam "diplomacia pessoal" em nome da República Popular da China.

## Atividades
A Frente Unida é uma estratégia que o PCC tem usado para influenciar além de seus círculos imediatos, enquanto minimiza as associações diretas com o PCC. Em teoria, a Frente Unida existia para dar às organizações de fachada e às forças não comunistas uma plataforma na sociedade. No entanto, os estudiosos descrevem a Frente Unida contemporânea como uma rede de organizações que se envolve em vários tipos de guerra política em nome do PCC. De acordo com um relatório de 2018 da Comissão de Revisão de Segurança e Economia Estados Unidos-China, "o trabalho da Frente Unida serve para promover a narrativa global preferida de Pequim, pressionar os indivíduos que vivem em sociedades livres e abertas a se autocensurar e evitar discutir questões desfavoráveis ao PCC e assediar ou minar grupos críticos das políticas de Pequim." O acadêmico Jeffrey Stoff também argumenta que o "aparato de influência do PCC se cruza com ou apoia diretamente seu aparato de transferência de tecnologia global". Em 2019, o orçamento da Frente Unida foi estimado em 2,6 bilhões de dólares, maior do que o orçamento do Ministério das Relações Exteriores da China.
Líderes de organizações formais da Frente Unida são em sua maioria selecionados pelo partido, ou eles próprios são membros do PCC. Na prática, os partidos membros da Frente Unida e as organizações aliadas são subservientes ao PCC e devem aceitar o "papel de liderança" do partido como condição para sua existência continuada. Historicamente, o PCC cooptou e repropôs organizações não comunistas para se tornarem parte da Frente Unida através de táticas de entrismo. De acordo com o Conselho de Assuntos do Interior da China, a Frente Unida usa celebridades da Internet para realizar campanhas de infiltração nas redes sociais.
Em setembro de 2020, o PCC anunciou que fortaleceria o trabalho da Frente Unida no setor privado, estabelecendo mais comitês partidários nas federações regionais de indústria e comércio (FIC) e organizando uma ligação especial entre os FICs e o partido.